# Charles Williams (acteur)
Pour les articles homonymes, voir Williams et Charles Williams.
Charles Williams, né le 27 septembre 1898 à Albany, dans l'État de New York (États-Unis), et décédé le 3 janvier 1958 à Hollywood (Californie), est un acteur et scénariste américain. Il apparaît dans à peu près 250 films (ou séries télévisées) pendant trois décennies, entre 1922 et 1956.

## Filmographie partielle

### Comme acteur
- 1932 : Une femme survint (Flesh) de John Ford : Reporter sportif
- 1932 : Dance Team de Sidney Lanfield
- 1933 : Gambling Ship de Louis Gasnier
- 1934 : Traqués (Woman in the Dark) de Phil Rosen
- 1934 : Perdus dans la jungle (The Lost Jungle) de David Howard et Armand Schaefer
- 1934 : The Show-Off de Charles Reisner
- 1934 : L'Introuvable (The Thin Man) de W. S. Van Dyke
- 1934 : La Belle du Missouri ou J'épouserai un millionnaire (The Girl From Missouri) de Jack Conway
- 1934 : Traqués (Woman in the Dark) de Phil Rosen
- 1937 : L'Amour en première page (Love Is News) de Tay Garnett : Joe Brady
- 1937 : L'Incendie de Chicago (In Old Chicago) de Henry King : Secrétaire / Témoin au mariage
- 1937 : Charlie Chan à Broadway (Charlie Chan on Broadway) de Eugene Forde : Meeker
- 1940 : Marked Men de Sam Newfield
- 1941 : Une femme à poigne (The Lady from Cheyenne) de Frank Lloyd : Greffier
- 1945 : The Man Who Walked Alone de Christy Cabanne : Moe
- 1946 : Le facteur sonne toujours deux fois (The Postman Always Rings Twice) de Tay Garnett : Le docteur
- 1946 : Queen of Burlesque de Sam Newfield
- 1948 : Parole, Inc. d'Alfred Zeisler
- 1950 : La Rue de traverse (Paid in Full) de William Dieterle

### Comme scénariste
- 1934 : Traqués (Woman in the Dark) de Phil Rosen
- 1935 : Grooms in Gloom, d'Al Christie
- 1935 : The Life of the Party, de William Watson
- 1935 : Only the Brave, de Charles Lamont
- 1935 : Fireman's Day Off, de William Watson
- 1935 : Gay Old Days, de William Watson